# Georges Bess
Pour les articles homonymes, voir Bess.
Georges Bess est un dessinateur et auteur français de bandes dessinées né à Paris le 23 novembre 1947. Ses domaines de prédilection sont le comics américain, les séries d'aventure, le fantastique et le roman graphique. Le Tibet et l'Inde représentent des sources d'inspiration récurrentes dans son œuvre. Profondément influencé par Mœbius, Bess a collaboré à maintes reprises avec Alejandro Jodorowsky, mais il a aussi crée des récits en tant qu'auteur complet.

## Biographie
Après un passage aux Beaux-Arts de Paris en 1968 (études interrompues en raison de mai 68), et après quelques mois à l'armée, il part vivre à Stockholm et reste en Suède de 1970 à 1987. C'est dans ce pays, avec le comics, que Georges Bess commence sa carrière de dessinateur en 1971, sous les pseudonymes de « Tideli » et « Nisseman ». Il participe à des séries scandinaves et collabore avec le journal Mad. Il reprend notamment le héros, créé par Lee Falk, du Fantôme du Bengale de King Features Syndicate (pour une cinquantaine de numéros/aventures). Par ailleurs, il travaille un an à New York.
Au début des années 1980, Bess effectue un voyage au Tibet, région qui l'impressionne durablement. Ce premier voyage, au Ladakh, l'incite à se documenter sur l'histoire et la culture de la région. Il se rend régulièrement à Dharamsala au fil des ans (région de l'Himalaya au nord de l'Inde où vit une grande communauté de tibétains en exil). Ce thème se retrouve dans ses œuvres, comme Le Lama blanc, avec Alejandro Jodorowsky, série « mêlant la magie, le mysticisme et l'aventure », qui « s'impose d'emblée » ; elle connaît six tomes entre 1988 et 1996, publiés chez Les Humanoïdes associés. Les collaborations des deux auteurs portent également sur le conte Les Jumeaux magiques (pour Le Journal de Mickey), la série violente Juan Solo (1995-1999), récompensée par l'Alphart du meilleur scénario à Angoulême en 1996, Anibal 5, relevant de la science-fiction.
Bess entreprend à partir de 2005 Péma Ling en tant qu'auteur complet. Il publie plusieurs récits en solo : le premier est Escondida (1998), « un album qui peut se lire comme une interrogation sur la forme, la création au niveau personnel et universel » selon Du9, suivi de Bobi (2004), Chroniques aléatoires (2005), « un monologue à la fois triste et optimiste »,, Incredible India (2013), finaliste du prix Bédéis causa, édition 2014 au festival  de la bande dessinée francophone de Québec (FBDFQ). Il publie en 2011-2012 le triptyque Le Vampire de Benarès, récit qui « plonge un personnage occidental dans les rues cassées d’une ville ancestrale indienne ». Avec son ex-épouse Layla Bess, l'artiste lance en deux tomes la série Leela et Krishna (2000).
Par ailleurs, Bess a participé à l'album collectif Ode à l'X (Humanoïdes associés) en 1996. Également dans le genre érotique, il illustre en 1999 le second volume de la série Aphrodite d'après l'œuvre de Pierre Louÿs.
En 2019, Bess propose une adaptation du roman de Bram Stoker, Dracula. L'album fait partie de la sélection pour le prix Fnac/France Inter et en compétition pour le prix du meilleur album à Angoulême ; il reçoit en 2020 le Prix spécial du Jury au Festival Imaginales.
En termes d'influence, Bess voue une grande admiration aux travaux de Jean Giraud,.

## Œuvres

### One shots
- Les jumeaux magiques, Hachette,  (ISBN 2-7316-0525-1), 1987
Scénario : Alejandro Jodorowsky - Dessin et couleurs : Georges Bess
- Bobi, Casterman - coll. Écritures,  (ISBN 2-203-39614-8), 2004
Scénario et dessin : Georges Bess
- Chroniques aléatoires, Casterman - coll. Écritures,  (ISBN 2-203-39627-X), 2005
Scénario et dessin : Georges Bess
- Incredible India - Les promenades d'un rêveur solitaire, Vents d'Ouest,  (ISBN 978-2-7234-9542-4), 2013
Scénario et dessin : Georges Bess
- Escondida, Les Humanoïdes associés coll. Tohu Bohu,  (ISBN 2-7316-1292-4), 1998
Scénario et dessin : Georges Bess
- Dracula[20], Glénat,  (ISBN 978-2-344-03860-4), octobre 2019
Scénario : Georges Bess d'après Bram Stoker - Dessin : Georges Bess
- Frankenstein, Glénat,  (ISBN 978-2-344-04052-2), novembre 2021
Scénario : Georges Bess d'après Mary Shelley - Dessin : Georges Bess
- Notre Dame de Paris, Glénat,  (ISBN 978-2-344-05414-7), novembre 2023
Scénario : Georges Bess d'après Victor Hugo - Dessin : Georges Bess

## Prix et récompenses
- 1988 : Le Grand Prix RTL de la bande dessinée récompense le premier volume du Lama Blanc.[réf. nécessaire]
- 1993 :  Prix Haxtur du meilleur dessin pour Le Lama blanc
- 1996 : Alph'art du meilleur scénario au festival d'Angoulême pour Juan Solo[7]
- 2002 :  Prix Haxtur de la meilleure couverture pour Juan Solo, t. 2 : Les Chiens du pouvoir
- 2012 :  Prix Haxtur de l'« auteur que nous aimons », pour l'ensemble de son œuvre
- 2020:  Prix spécial du jury Imaginales de la bande dessinée pour Dracula[18]

#### SurPéma Ling
- T. Pinet, « Péma Ling 1. De larmes et de sang », sur BD Gest, 16 mai 2005
- Léga, « Péma Ling 2. Les guerriers de l'éveil », sur BD Gest, 16 mars 2006
- Y. Tilleuil, « Péma Ling 3. Yamantaka, seigneur de la mort », sur BD Gest, 31 mai 2007
- C. Constant, « Péma Ling 4. Naissance d'une légende », sur BD Gest, 12 juin 2008
- A. Perroud, « Péma Ling 5. Katouk le tulpa », sur BD Gest, 15 janvier 2010

Interviews
- Guillaume Clavières et Georges Bess, « Interview Bande dessinée : Georges Bess », sur Planète BD, 14 janvier 2016
- Nicolas Anspach et Georges Bess, « Georges Bess : "Pema Ling sera une parabole du problème tibétain" », sur Actua BD, 29 mars 2006
- Georges Bess (int.) et Géant Vert, « Dracula peut se passer du rouge », dBD, no 139,‎ décembre 2019 - janvier 2020, p. 78-83.